# Desa Purwoasri (administrativ by i Indonesien, lat -7,26, long 111,97)
Desa Purwoasri är en administrativ by i Indonesien.   Den ligger i provinsen Jawa Timur, i den västra delen av landet, 600 km öster om huvudstaden Jakarta.